# Ghostlights
Ghostlights ist das siebte Studioalbum des deutschen Metal-Oper-Projekts Avantasia des Musikers Tobias Sammet, der sämtliche Kompositionen und Texte des Albums geschrieben hat. Es ist am 29. Januar 2016 erschienen. Es stieg auf Platz 2 der deutschen Albumcharts ein. Die erste Single-Auskopplung aus dem Album Mystery of a Blood Red Rose nahm als Beitrag beim deutschen Vorentscheid des ESC 2016 teil, wo der Song den dritten Platz belegte.

## Titelliste
1. Mystery of a Blood Red Rose – 03:51
2. Let the Storm Descend upon You – 12:09
3. The Haunting – 04:42
4. Seduction of Decay – 07:18
5. Ghostlights – 05:43
6. Draconian Love – 04:58
7. Master of the Pendulum – 05:01
8. Isle of Evermore – 04:28
9. Babylon Vampyres – 07:09
10. Lucifer – 03:48
11. Unchain the Light – 05:03
12. A Restless Heart and Obsidian Skies – 05:53
13. Wake Up To The Moon – 04:45 (Limited Edition Bonus Track)

## Bonus Disc der Limited Edition
1. Spectres (Live 2014 at Wacken Open Air, Germany) – 06:04
2. Invoke the Machine (Live 2014 at Wacken Open Air, Germany) – 05:35
3. The Story Ain’t Over (Live 2014 at Wacken Open Air, Germany) – 04:45
4. Prelude (Live 2014 at Wacken Open Air, Germany) – 01:24
5. Reach Out for the Light (Live 2014 at Wacken Open Air, Germany) – 08:04
6. Avantasia (Live 2014 at Wacken Open Air, Germany) – 05:16
7. What’s Left of Me (Live 2014 at Wacken Open Air, Germany) – 05:55
8. Dying for an Angel (Live 2014 at Wacken Open Air, Germany) – 04:58
9. Twisted Mind (Live 2014 at Wacken Open Air, Germany) – 06:29
10. The Watchmakers’ Dream (Live 2013 at Masters Of Rock, Czech Republic) – 04:47
11. Another Angel Down (Live 2008 at Wacken Open Air, Germany) – 05:30

## Handlung des Albums
Laut Tobias Sammets Einleitung im Text des Booklets, das der CD beiliegt, knüpft Ghostlights an The Mystery of Time an und stellt sich den großen Fragen der Menschheit. Dabei stellen die 12 Titel des Albums 12 Kapitel einer Geschichte dar, in der ein junger Wissenschaftler (Aaron Blackwell) sich einer Gruppe Wissenschaftler gegenübersieht, die das individuelle Zeitempfinden der Menschen manipulieren. Die Herausforderung beim Schreiben der Lyrics sei gewesen, dass jedes Stück in sich schlüssig wirkt und die 12 Titel zusammen dennoch eine zusammenhängende Geschichte ergeben.

## Mitwirkende Musiker
- Tobias Sammet als Aaron Blackwell: Gesang, Bass, Keyboards = alle Titel
- Jørn Lande als Temptation: Gesang = Titel 2, 5, 10
- Ronnie Atkins als Magician: Gesang = Titel 2, 11
- Robert Mason als Scientist 1: Gesang = Titel 2, 9
- Dee Snider als Nightmare: Gesang = Titel 3
- Geoff Tate als Scientist 2: Gesang = Titel 4
- Michael Kiske als Mystic: Gesang = Titel 5, 11
- Herbie Langhans als Eclipse: Gesang = Titel 6
- Sharon den Adel als Muse: Gesang = Titel 8
- Marco Hietala als The Watchmaker: Gesang = Titel 7
- Bob Catley als Spirit: Gesang = Titel 12
- Sascha Paeth: Gitarre, Keyboards = alle Titel
- Felix Bohnke: Schlagzeug = alle Titel
- Michael Rodenberg: Keyboards = alle Titel
- Bruce Kulick: Gitarre = alle Titel
- Oliver Hartmann: Gitarre, Hintergrundgesang = alle Titel

## Trivia
- Das Album ist dem Vater von Tobias Sammet, Ernst Sammet, gewidmet, der am 21. Dezember 2013 verstarb.